# Taiki Uchikoshi
Taiki Uchikoshi (打越 大樹 Uchikoshi Taiki?), född 12 maj 1996 i Tokyo prefektur, är en japansk fotbollsspelare.
Uchikoshi började sin karriär 2019 i Giravanz Kitakyushu. Han spelade 5 ligamatcher för klubben.